# Валя-Финацулуй
Валя-Финацулуй (рум. Valea Fânațului) — село у повіті Бакеу в Румунії. Входить до складу комуни Секуєнь.
Село розташоване на відстані 254 км на північ від Бухареста, 15 км на схід від Бакеу, 70 км на південний захід від Ясс, 149 км на північний захід від Галаца.